# 赖映兴
赖映兴（1992年4月16日—2008年9月11日）是一宗马来西亚谋杀案的受害者。她被烧焦的尸体于2008年9月16日凌晨在古来公主城附近的树林内寻获。案件被称为“古来校花撕票案”。

## 人物简介
赖映兴，案发时年16岁，人称古来校花，就读于古来苏丹依布拉欣国中。他也是一名工读生，在广场的服饰店兼职销售员。

## 谋杀
2008年9月11日晚间10时左右，16岁的赖映兴在古来一购物商场前被四名绑匪劫持。次日清晨6时，绑匪打电话要求6万令吉的赎金。家属在一天内筹集到3.3万令吉，并在13日凌晨3时将赎金交给了绑匪。两天后，警方于15日清晨6时逮捕了四名华裔嫌犯，并找回了赎金。然而，赖映兴并未归还，反而传来了她被害的消息。16日，警方在嫌犯的指引下找到赖映兴的遗体，发现她的尸体在草丛中严重腐烂且被焚烧。法医鉴定确认她在被勒死后遭到焚烧。此案因此被称为“古来校花绑架谋杀案”。

## 审判
赖映兴案的第四被告黄家伟，高庭于2010年11月25日宣判他表面罪名不成立，获得无罪释放。
2011年3月31日，高庭宣判第一被告，也是唯一成年犯的被告郑锦洪谋杀及绑架赖映兴罪名成立，判决死刑，然而最后的两名被告黄顺兴与梁顺龙因犯案年龄未满18岁，逃过了死刑，反而被判无限期监禁，待柔佛苏丹发落。
2024年5月16日，由于马来西亚政府在2023年4月废除强制性死刑，犯下谋杀罪的嫌犯将在新法令下面对死刑或者30至40年监禁，主谋郑锦洪申请撤销死刑判决。法庭最后裁决，改判郑某监禁40年及鞭打17下。 赖映兴的家属得知后感到不满，表示希望郑某重新面对死刑。

## 家庭
- 父亲：赖添送
- 母亲：谢秀萍
- 兄弟姐妹：赖颖慧、赖颖娴